# Hentzia palmarum
Hentzia palmarum är en spindelart som först beskrevs av Nicholas Marcellus Hentz 1832.  Hentzia palmarum ingår i släktet Hentzia och familjen hoppspindlar. Inga underarter finns listade i Catalogue of Life.